# Encyclopaedia Aethiopica
Encyclopaedia Aethiopica, EAE, är ett referensverk på engelska för vetenskap som rör Afrikas horn, främst Etiopien, Eritrea och Djibouti, men även delar av Sudan och Somalia. Verket, som består av fem volymer omfattande drygt 4 500 artiklar, började skrivas 1999 och har getts ut under perioden 2003–2014, med över 500 bidragsgivare från 50 länder. Verket täcker in historia, geografi, etnologi, sociologi, religion, konst, ekonomi och politik, samt biografiskt material om namnkunniga personer.
Chefredaktörer för verket har varit professorerna vid Hiob Ludolf Zentrum für Äthiopistik vid Hamburgs universitet, Siegbert Uhlig, volym 1–4, och Alessandro Bausi, volym 4–5.

## Volymer
- Volym 1, A–C, 2003, ISBN 3-447-04746-1
- Volym 2, D–Ha, 2005, ISBN 3-447-05238-4
- Volym 3, He–N, 2007, ISBN 978-3-447-05607-6
- Volym 4, O–X, 2010, ISBN 9783447062466
- Volym 5, Y–Z och appendix, 2014, ISBN 9783447067409